# Noreena pritzkeri
Noreena pritzkeri är en fjärilsart som beskrevs av Johnson 1989. Noreena pritzkeri ingår i släktet Noreena och familjen juvelvingar. Inga underarter finns listade i Catalogue of Life.